# (100290) 1995 CL6
(100290) 1995 CL6 es un asteroide perteneciente al cinturón de asteroides, descubierto el 1 de febrero de 1995 por el equipo del Spacewatch desde el Observatorio Nacional de Kitt Peak, Arizona, Estados Unidos.

## Designación y nombre
Designado provisionalmente como 1995 CL6.

## Características orbitales
1995 CL6 está situado a una distancia media del Sol de 2,540 ua, pudiendo alejarse hasta 2,903 ua y acercarse hasta 2,176 ua. Su excentricidad es 0,143 y la inclinación orbital 6,135 grados. Emplea 1478 días en completar una órbita alrededor del Sol.

## Características físicas
La magnitud absoluta de 1995 CL6 es 16,2.